# Łopiennik Podleśny
Łopiennik Podleśny – wieś w Polsce położona w województwie lubelskim, w powiecie krasnostawskim, w gminie Łopiennik Górny.
W latach 1975–1998 miejscowość administracyjnie należała do województwa chełmskiego.
Wieś stanowi sołectwo gminy Łopiennik Górny. Według Narodowego Spisu Powszechnego (III 2011 r.) wieś liczyła  mieszkańców.
Teren na którym obecnie znajduje się wieś, przed I wojną światową stanowił część Łopiennika Ruskiego. Do chwili obecnej w granicach Łopiennika Podleśnego zachowały się:
- pozostałości po cmentarzu unickim wokół nieistniejącej już cerkwi, z przełomu XVI i XVII w.;
- cmentarz prawosławny z XIX w. (odrestaurowany w 2011–2012 r.), obecnie nie jest używany[9];
- pozostałości po dawnym młynie wodnym;
- zabytkowa leśniczówka z lat 60. XIX w., od której wieś najprawdopodobniej wzięła swoją nazwę.

W granicach administracyjnych wsi, w bezpośrednim sąsiedztwie drogi krajowej nr 17 znajduje się cmentarz wojenny z I wojny światowej.
Wierni Kościoła rzymskokatolickiego należą do parafii św. Bartłomieja w Łopienniku.